# Anton Nowacki

Anton Nowacki (ca. 1886)

Anton Nowacki (* 30. Dezember 1839 auf dem Landgut Samolenz bei Wronke, Posen; † 29. August 1925 in Zürich) war ein Schweizer Pflanzenbauwissenschaftler.
Nowacki, Sohn eines Gutsverwalters, bewirtschaftete mehrere Jahre lang selbst ein Gut und studierte seit 1866 an der Universität Halle Naturwissenschaften, Nationalökonomie und Landwirtschaft. Sein besonderes Interesse galt alsbald dem Gebiet der Pflanzenproduktion. 1870 promovierte er bei Julius Kühn mit einer Dissertation über den zweckmäßigsten Reifezeitpunkt des Getreides.
Von 1871 bis 1907 lehrte Nowacki als Professor für Acker- und Pflanzenbau an der Abteilung für Landwirtschaft der ETH Zürich. Er vertrat hier das Gesamtgebiet der Pflanzenproduktionslehre und hielt auch Vorlesungen über Bodenkunde, Düngung und Landtechnik, sowie anfangs auch über Geschichte der Landwirtschaft. Hohes Ansehen in der Fachwelt erwarb er sich mit seiner preisgekrönten, in acht Auflagen erschienenen Anleitung zum Getreidebau auf wissenschaftlicher und praktischer Grundlage. Dieses Buch gehörte über mehrere Jahrzehnte zu den besten deutschsprachigen Werken über die Praxis des Getreidebaus. Mehrfach aufgelegt wurden auch seine Bücher über Kleegrasbau und praktische Bodenkunde.
Nowacki war verheiratet und hatte zwei Kinder.

## Hauptwerke
- Der praktische Kleegrasbau. Anleitung zum Kunstfutterbau. Huber´s Verlag Frauenfeld 1883; 2. Aufl. ebd. 1884; 3. Aufl. ebd. 1891; 4. Aufl. Verlagsbuchhandlung Paul Parey Berlin 1909; 6. Aufl. neubearbeitet von Ernst Klapp ebd. 1932 (= Thaer-Bibliothek Bd. 109).
- Praktische Bodenkunde. Anleitung zur Untersuchung, Klassifikation und Kartierung des Bodens. Verlagsbuchhandlung Paul Parey Berlin 1885; 5. Aufl. 1911; 8. Aufl. neubearbeitet von Max Düggeli 1930 (alle Bände = Thaer-Bibliothek Bd. 81).
- Anleitung zum Getreidebau auf wissenschaftlicher und praktischer Grundlage. Verlagsbuchhandlung Paul Parey Berlin 1886; 2. Aufl. 1883; 3. Aufl. 1899; 4. Aufl. 1905; 5. Aufl. 1911; 6. u. 7. Aufl. 1920; 8. Aufl. neubearbeitet von Kurt Opitz 1934 (alle Bände = Thaer Bibliothek Bd. 63).